# Bromus sundaicus
Bromus sundaicus är en gräsart som beskrevs av Jisaburo Ohwi. Bromus sundaicus ingår i släktet lostor, och familjen gräs. Inga underarter finns listade i Catalogue of Life.